# Pogonia trinervia
Pogonia trinervia là một loài thực vật có hoa trong họ Lan. Loài này được (Roxb.) Voigt miêu tả khoa học đầu tiên năm 1845.